# Guido Kaczka
Guido Martin Kaczka, né le 2 février 1978 en Argentine, est un acteur et producteur argentin.

## Vie privée
Il était marié a l'actrice Florencia Bertotti, dont il a divorcé en 2010. Leur premier enfant, Romeo Kaczka, était né le 10 juillet 2008.

## Filmographie
Acteur
- Bendita vida - 2006
- Los pensionados - 2004
- Floricienta - 2004
- Rincón de luz - 2003
- Máximo corazón - 2002
- Verano del '98 - 1999-2000
- Chiquititas - 1995-1998
- El árbol azul - 1991
- Grande Pá! - 1991
- Clave de sol - 1987

Présentateur
- El último pasajero - 2005-2009

Producteur
- Nini - 2009-2010